# Frank Bernard Dicksee

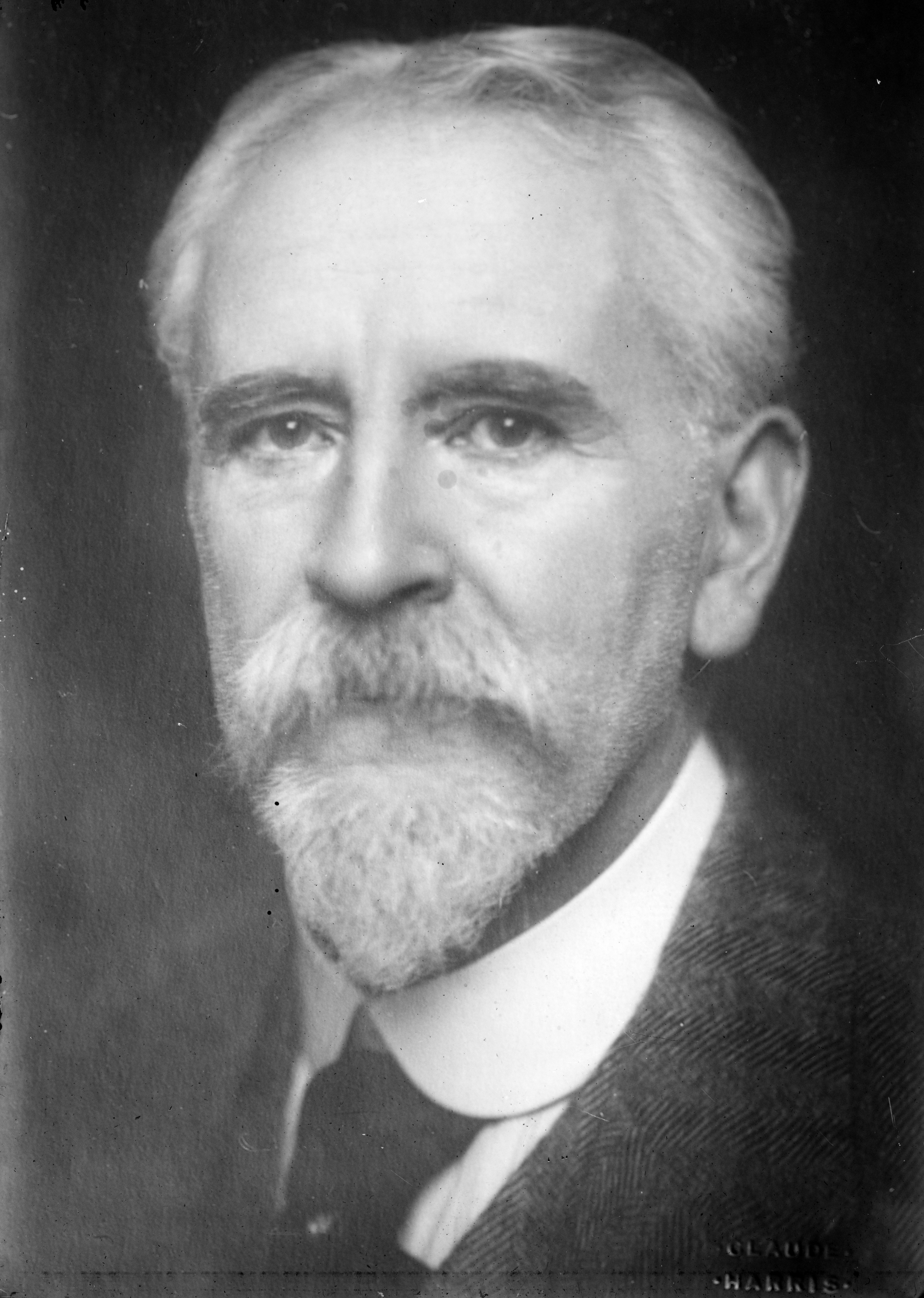
Frank Dicksee.

Francis Bernard Dicksee, mer känd som Frank Dicksee, född 27 november 1853, död 17 oktober 1928, var en brittisk konstnär.
Frank Dicksee var son till konstnären Thomas Francis Dicksee, och hans farbror John Robert Dicksee var också målare. Han växte upp i Fitzroy Square i London. Först studerade han under sin far men sedan började han vid Royal Academy Schools där hans lärare var John Everett Millais och Frederic Leighton. Dicksee började ställa ut 1876, och fick mer uppmärksamhet efter att Tate Gallery köpte hans målning Harmony i slutet av 1870-talet. År 1881 blev han associate i Royal Academy, år 1891 fullvärdig akademiledamot och 1924 utsågs han till akademins ordförande.
Dicksee vann berömmelse med sina bilder med romantiska ämnen som motiv ur Arthursagan, Tristan och Isolde och andra medeltidsdikter, Dantes Divina commedia med mera. Han blev även känd för sina eleganta damporträtt.

## Galleri

Romeo and Juliet, 1884
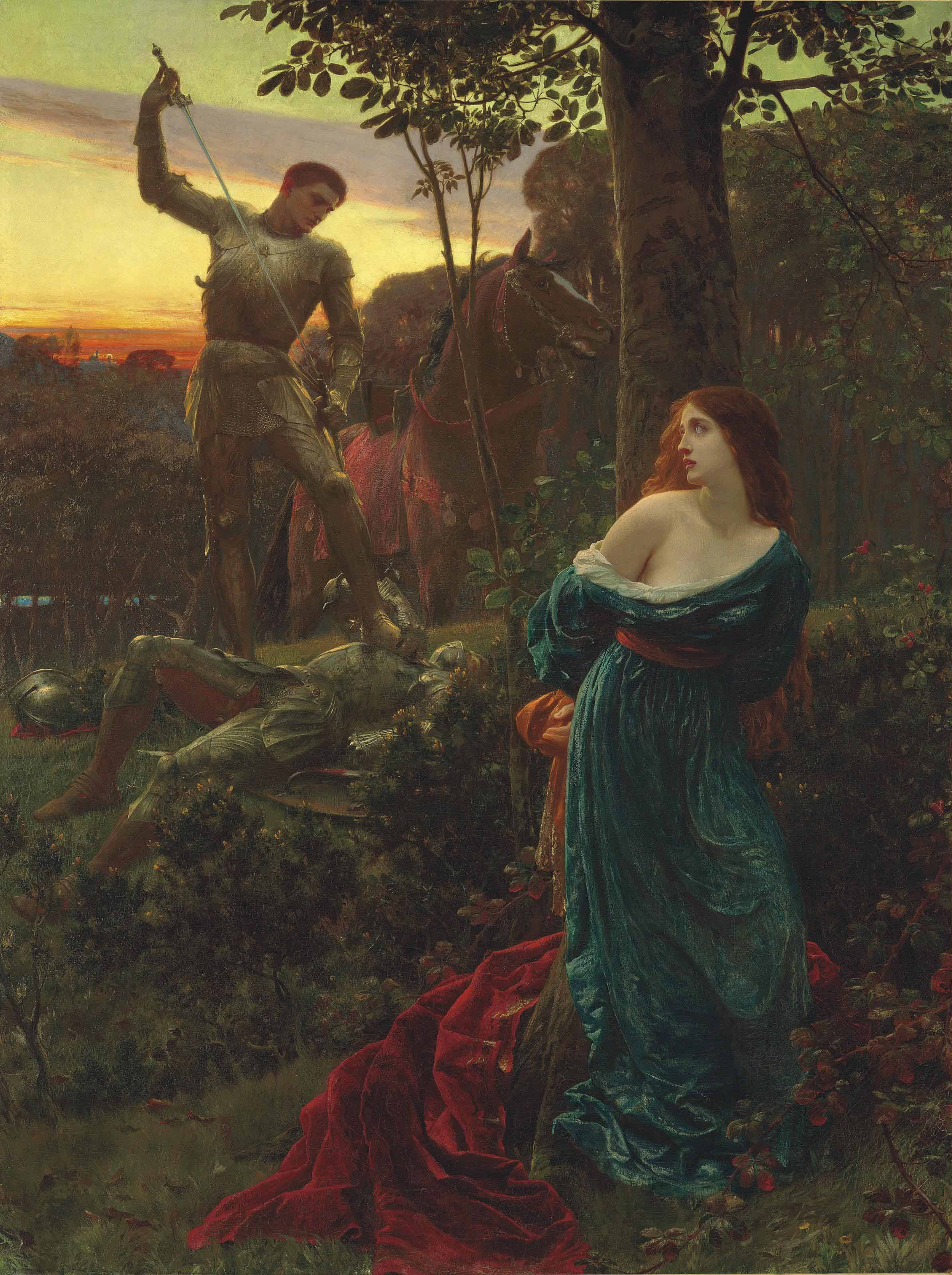
Chivalry, 1885
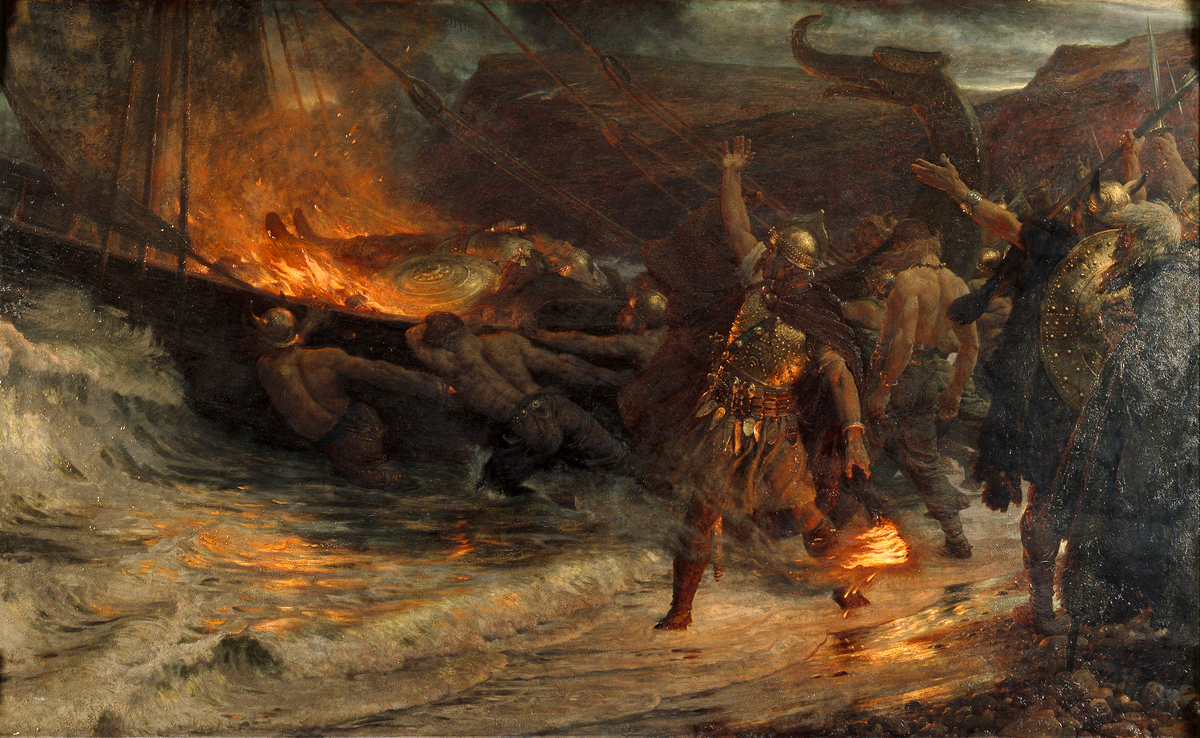
The Funeral of a Viking, 1893
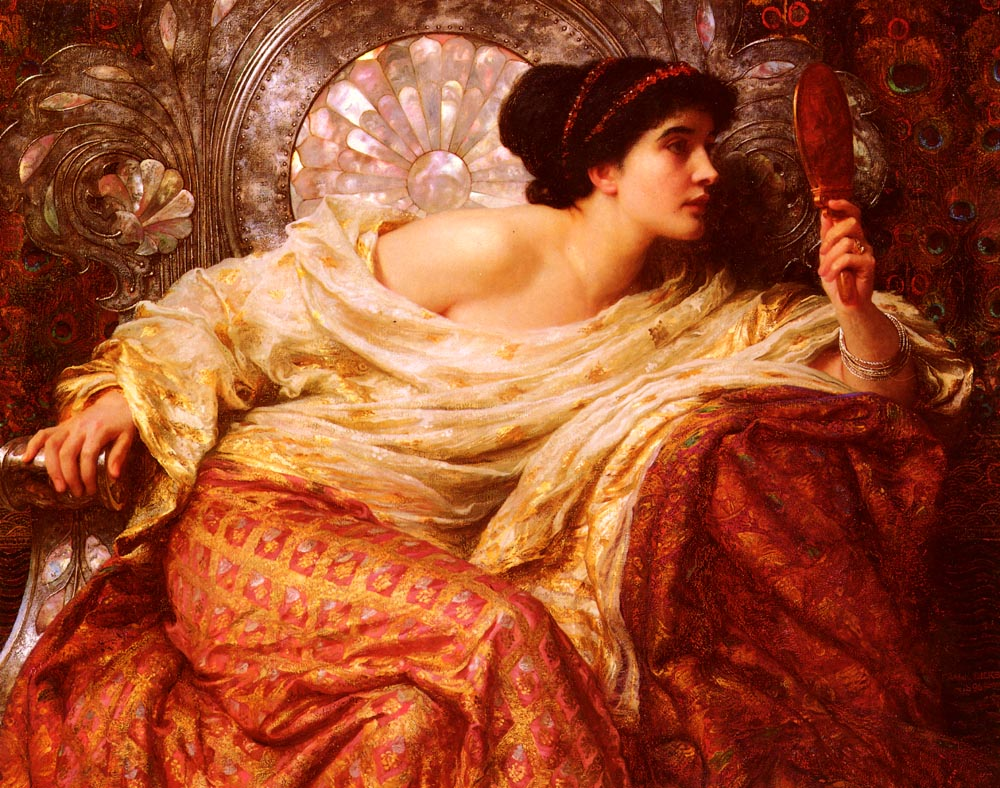
The Mirror, 1896
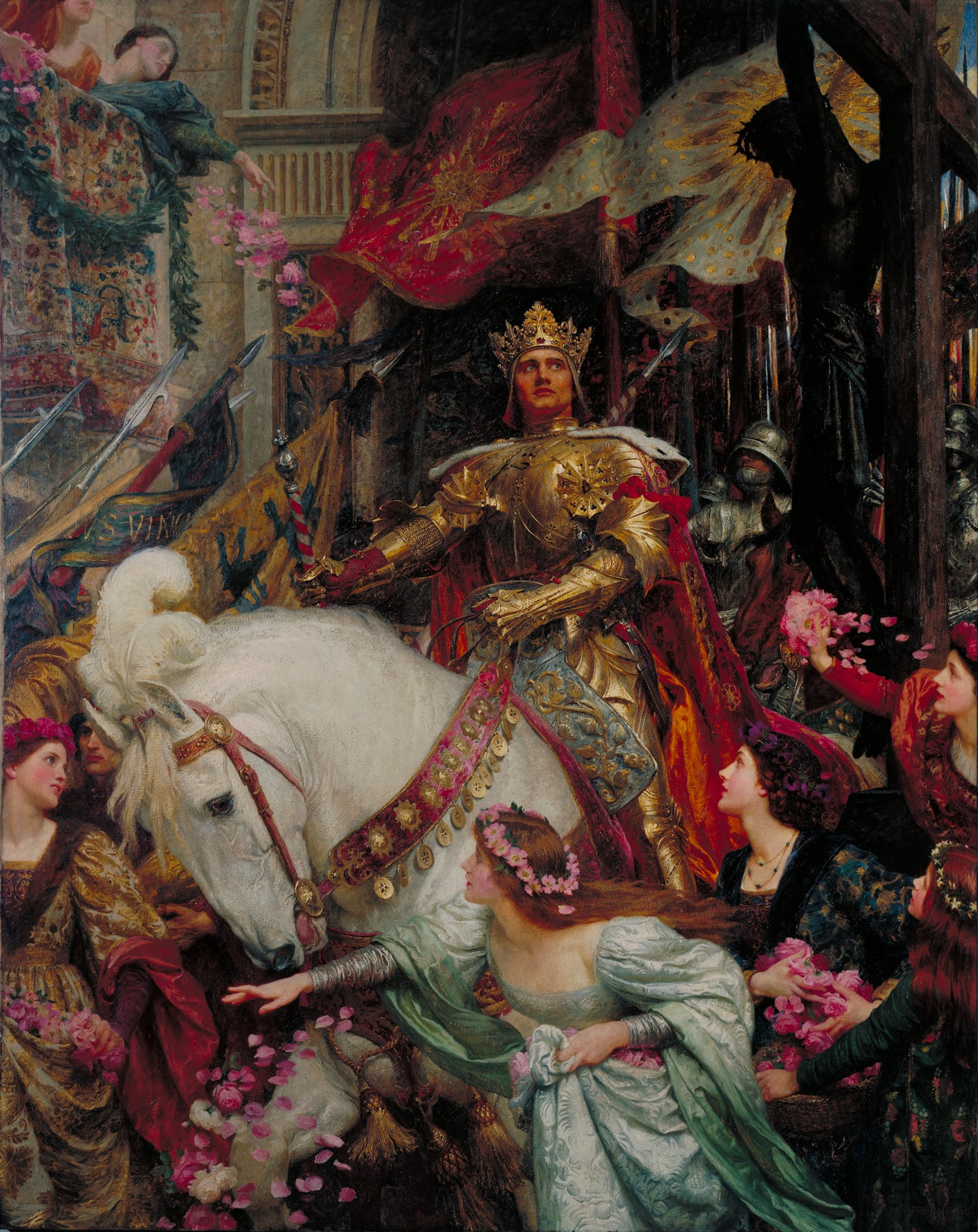
The Two Crowns, 1900
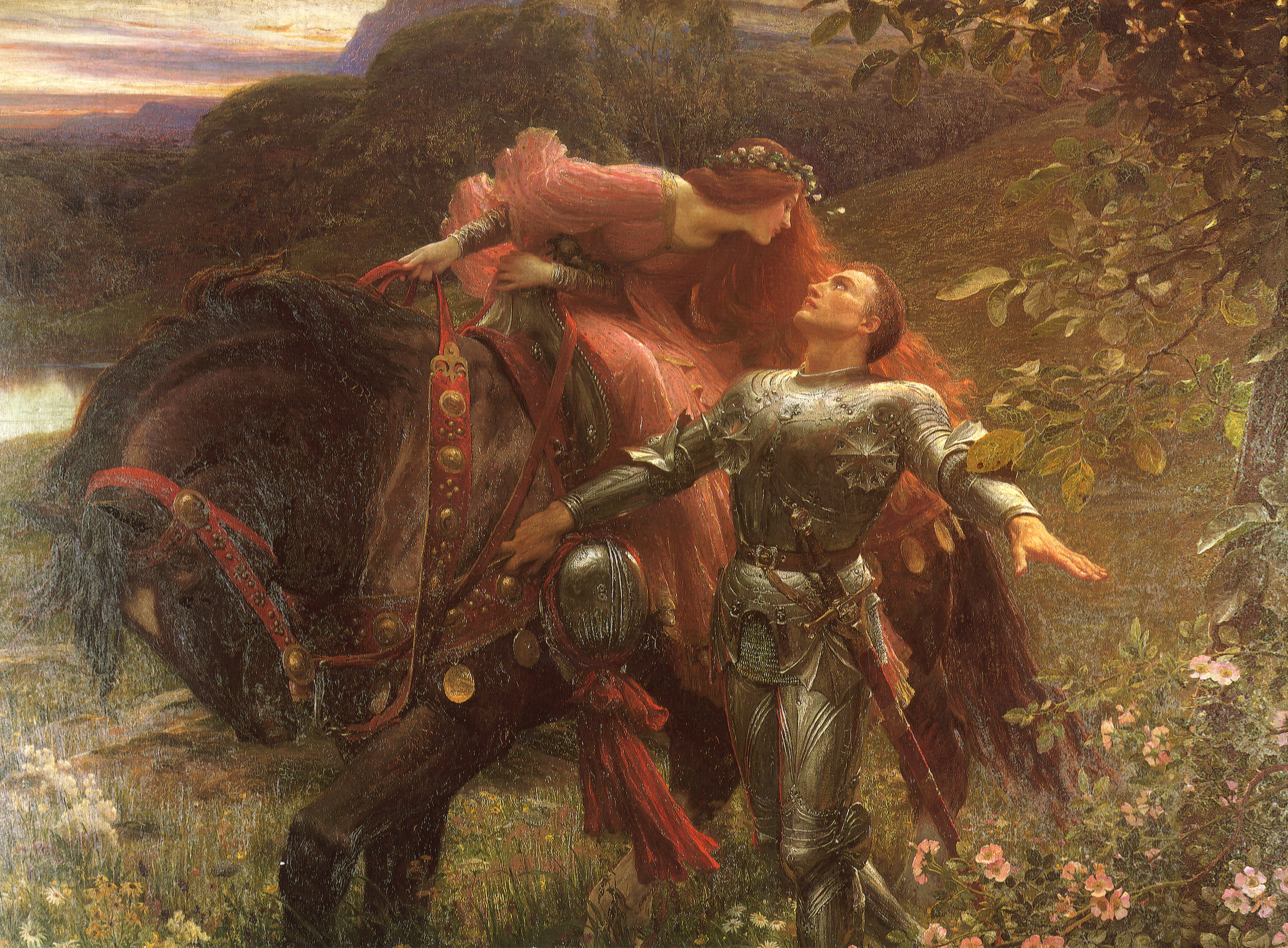
La Belle Dame sans Merci, ca 1901
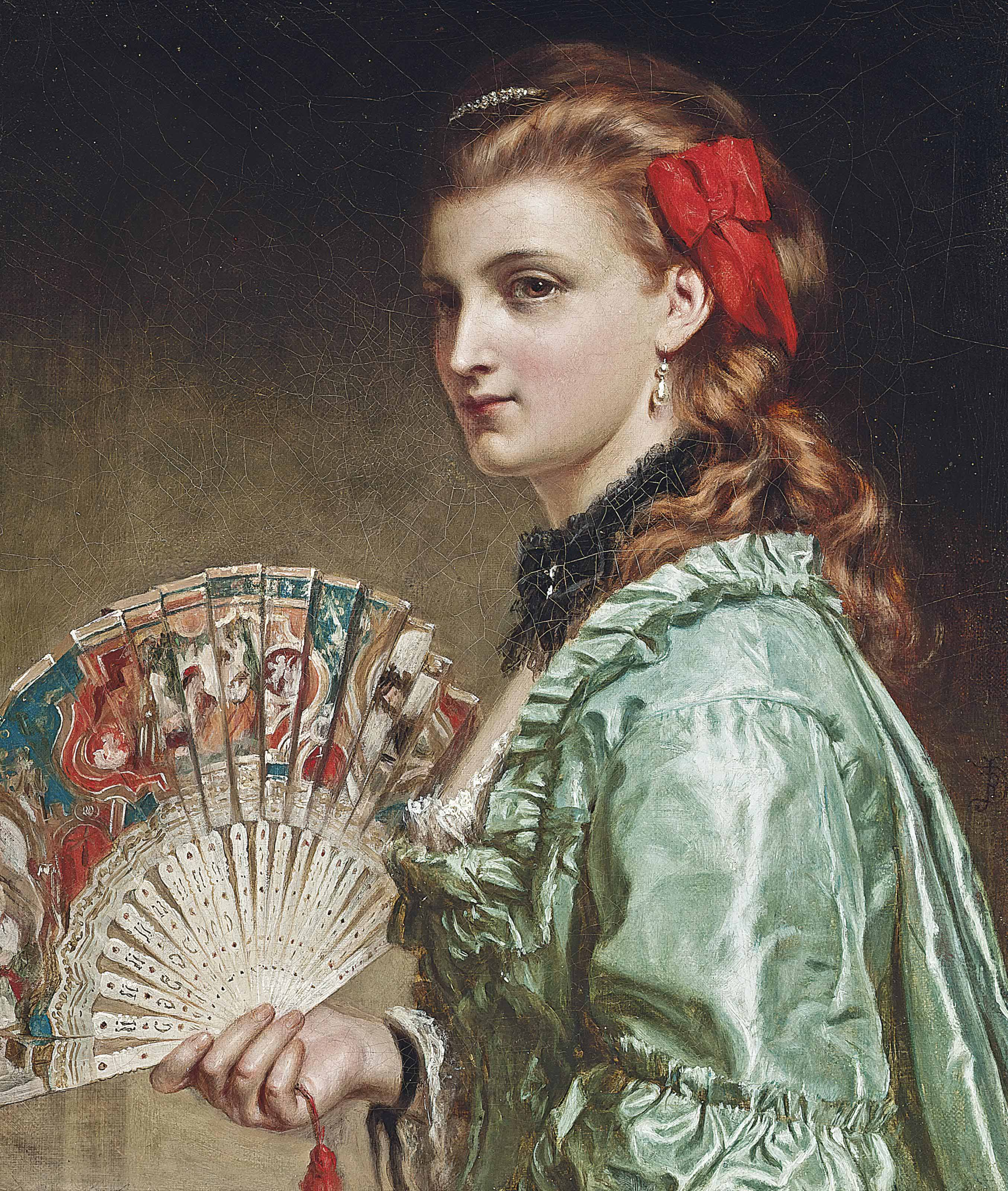
The Ivory Fan
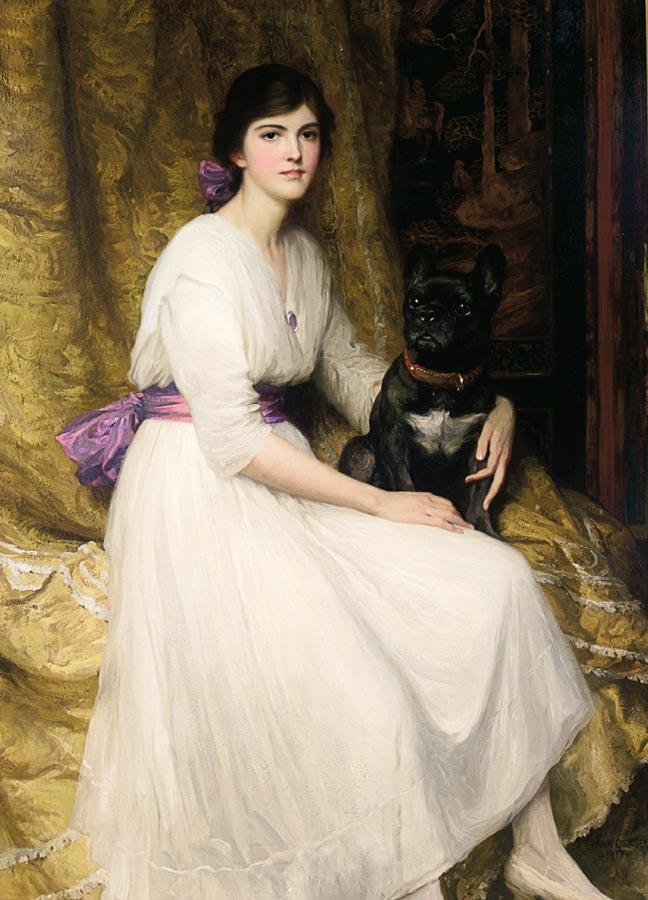
Portrait of the Artist's Niece, Dorothy, 1917